# James McLane
James Price McLane, detto Jimmy (Pittsburgh, 13 settembre 1930 – Ipswich, 13 dicembre 2020) è stato un nuotatore statunitense.
Specializzato nello stile libero ha vinto tre medaglie d'oro ai Giochi olimpici: due a Londra 1948, nei 1500 m sl e nella staffetta 4x200 m sl, in aggiunta all'argento nei 400 m sl e all'altro oro ai Giochi olimpici di Helsinki 1952 nella staffetta 4x200 m sl.
È stato primatista mondiale della staffetta 4x200 m stile libero.

## Palmarès
- Olimpiadi

Londra 1948: oro nei 1500 m sl e nella staffetta 4x200 m sl, argento nei 400 m sl.
Helsinki 1952: oro nella staffetta 4x200 m sl.
- Giochi panamericani

1955 - Città del Messico: oro nei 400 m e 1500 m sl.